# آشیانه عشق
آشیانه عشق (انگلیسی: Love Nest) فیلمی در ژانر کمدی-درام به کارگردانی جوزف م. نیومن است که در سال ۱۹۵۱ منتشر شد. از بازیگران آن می‌توان به جون هیور، مریلین مونرو، فرانک فی، لیاتریس جوی، و مارتا ونتورت اشاره کرد.